# Batyrhinius
Batyrhinius es un género de coleópteros de la familia Anthribidae.

## Especies
Contiene las siguientes especies:
- Batyrhinius latifrons Fairmaire, 1901